# Franck Pourcel
Franck Pourcel   (Marsella, 14 d'agost de 1913 - Neuilly-sur-Seine, 12 de novembre de 2000) nom artístic de Franck Marius Louis Pourcel  va ser un director d'orquestra, violinista, compositor i arranjador francès. Líder de la banda Franck Pourcel and His Rockin' Strings, va estar actiu entre les dècades de 1950 i 1990.

## Biografia
Considerat generalment el precursor de l'easy listening , a principis dels anys setanta havia venut 15 milions de discos a tot el món. Entre els grans èxits enregistrats amb la seva orquestra hi ha la versió instrumental de la cançó Only You dels Platters.  Amb la seva orquestra també va enregistrar altres peces famoses com ara Bahia, Blue Tango, Can Can, Emmanuelle, Feelings, My Way, Soleado, etc.
Entre les cançons que va compondre, hi ha Chariot (també coneguda en la versió anglesa I Will Follow Him ), Concorde, Quand il pleut à Saint-Tropez, etc. També va presentar el Festival de la Cançó d'Eurovisió per a la televisió francesa durant cinc edicions (1958,1959,1960,1962,1969).
Va morir l'any 2000 a causa de complicacions de la malaltia de Parkinson.

## Composicions (llista parcial)
- Chariot (interpretada per Petula Clark. Versió italiana de Betty Curtis ; amb el títol I Will Follow Him de Little Peggy March i André Rieu)
- Comment l'oublier (interpretat per Noëlle Cordier )

- Cumbia del papagayo
- Feel My Riddim
- Quand il pleut à Saint-Tropez  (interpretada per Fernandel)
- Quand on est ensemble (interpretada per France Gall)
- Rod Marton Parade
- Schuss!!
- Venezuela suya

## Discografia parcial

### Àlbum
- Pages celèbres N° 1 (1956)
- Pages celèbres N° 2 (1958)
- Franck... joue pour les amoreux (1964)
- The Sound of Magic (1967)
- De Vienne à Moscou (1968; amb la London Symphony Orchestra)
- Un'orchestra nella sera N. 15 (1970)
- Love Story (1971)
- Imagination (1973)
- James Bond's Greatest Hits (1973)
- Made in France (1974)
- Valses Viennoises (1974)
- In a Nostalgia Mood (1983)
- Mes plus grands succès (2000)
- L'essential (2000)
- Antologías, vol. 1 (2003)
- Serie de oro: grandes éxitos (2003)

Fonts: